# Turrican II: The Final Fight
Turrican II: The Final Fight är det andra spelet i Turrican-serien. Spelet skapades av Factor 5 och släpptes 1991 för Commodore Amiga. Den versionen färdigställdes före Commodore 64-versionen (C64), men spelets skapare Manfred Trenz framhåller visserligen att C64-versionen av Rainbow Arts är den ursprungliga designen. Turrican II släpptes även för CDTV, Atari ST, Amstrad CPC och ZX Spectrum, och senare för MS-DOS på PC-datorer. Spelet är bland annat känt för sin musik skriven av Chris Hülsbeck.

## Bakgrundshandling[1]
Året är 3025. I flera årtionden har fred, frihet och rättssäkerhet upprätthållits i galaxen Cobra 2 tack vare De förenta planeternas frihetsstyrkor.
Rymdskeppet Avalon 1 befinner sig i de yttre delarna av det kända universum, och överste Ardon C. Striker och hans besättning förbereder sig för att passera genom galaxens yttre barriär. Plötsligt dyker ett stort, fientligt stridsrymdskepp upp. I dånet av de tjutande varningssirenerna förbereder sig besättningen på Avalon 1 för kamp. Det automatiserade försvarssystemet aktiveras, antistrålsköldarna omsluter skeppet och vapenarsenalen beväpnas. Men det fientliga rymdskeppet lyckas ändå slå ut hela försvarssystemet på Avalon 1.
En explosion får en av luftslussarna att rasa samman och rymdmutanter väller in i skeppet. Besättningen på Avalon 1 kämpar desperat med sina laservapen för att rädda sitt skepp. Flera rymdmutanter besegras, men attacken avanceras. Soldaten Bren McGuire skjuter förtvivlat sina sista skott mot mutanterna, men slås medvetslös av ett metallföremål som faller ner över honom.
Efter de ihållande och våldsamma striderna har alla i besättningen till synes dödats. I tystnaden som följer stiger den fientlige och ondskefulle mutantledaren The Machine, hälften människa och hälften robot, in i rymdskeppet genom luftslussen. Han beordrar mutanterna att återvända till stridsrymdskeppet, medan han själv undersöker blodbadet inne i Avalon 1. Han stannar upp med ena foten på Bren McGuires kropp, och utbrister "Utmärkt. Besättningen på Avalon 1 existerar inte längre". Resolut återvänder The Machine till sitt rymdskepp.
Bren McGuire lever och ligger helt stilla tills han är säker på att han är ensam på det härjade skeppet. Han förstår att han är den enda överlevande personen ombord, och han måste ensam ta upp kampen mot angriparna och återställa freden och friheten i galaxen. McGuire skyndar sig bort till vapenförrådet och får syn på den nya Turrican-rustningen, byggd med hjälp av den mest avancerade teknologin som människan känner till. Han kliver i rustningen och utropar ett sista ord: "Hämnd!"

## Spelet
Turrican II är en blandning av spelen Metroid och Psycho-Nics Oscar. Medan de stora väldetaljerade labyrintformade spelnivåerna, samt morph-ball-funktionen, var inspirerade av spelet Metroid, var den övergripande grafiken samt vapnen inspirerade av Psycho-Nics Oscar.
Spelet, som kan spelas av en spelare åt gången, är ett sidscrollande spel där spelaren alltså kan röra sig åt höger, vänster och i höjdled på skärmen. Spelet är indelat i fem olika banor (”världar”). Varje bana avslutas med att spelaren ska förgöra en boss (huvudfiende). Den sista banan avslutas med den slutliga uppgörelsen med huvudfienden The Machine.

## Musiken
Musiken i spelet är skriven av Chris Hülsbeck. Varje bana i spelet har fått sitt eget ledmotiv. I Amiga-versionen finns all musik tillgänglig för lyssning via den musikmeny som nås genom att man trycker ner mellanslagstangenten innan spelet börjar. Musiken i Turrican II betraktas i allmänhet som en av Hülsbecks bästa kompositioner. Den framfördes live med en hel orkester under den andra upplagan av Symphonic Game Music Concert 2004.

## Vapen
Det finns tre huvudvapen i Turrican II: bounce, laser och multiple. Varje huvudvapen har flera nivåer av avfyrningskraft. Det finns ett sekundärvapen i form av en vit ”laservägg” som skjuts ut på båda sidor om spelaren och som bara kan användas tre gånger per liv. Ett annat kraftfullt sekundärvapen aktiveras genom att avfyrningsknappen hålls intryckt. Det vapnet består av en lång segmenterad och styrbar laserstråle som bland annat måste användas i kampen mot bossarna i slutet av varje bana.

### ”Power-ups”
På olika platser i banorna finns gömda ”power-ups”-block som framträder genom att man skjuter på dem. Blocken innehåller sköldar (shields), energi (health) och olika primära och sekundära vapen.

### ”Wheel”
Genom att hålla nere nedknappen (eller dra joysticken bakåt) samtidigt som mellanslagstangenten trycks ner förvandlas spelaren till en oförstörbar boll, ”wheel” (även känd som ”morph-ball”) som kan rullas åt höger eller vänster med piltangenterna eller joysticken. ”Wheel”-funktionen kan användas obegränsat antal gånger. ”Wheel” kan utplåna de flesta småfienderna genom att spelaren rullar på dem. Större fiender kan utplånas i ”wheel”-läget genom att man trycker på avfyrningsknappen för att placera ut småbomber på marken. Det finns även ett mass-avfyrningsläge som kan användas en gång per liv. Det nås genom att avfyrningsknappen och mellanslagstangenten trycks ned samtidigt.

### ”Shield”
I ”power-ups”-blocken kan spelaren få sköldar (”shields”) som gör spelaren oförstörbar under ett par sekunder.

## Universal Soldier
Konsolversionen av Turrican II för Mega Drive och Game Boy producerades av The Code Monkeys för spelföretaget Accolade som ägde rättigheterna till spelet på konsoler. Accolade förvärvade senare även rättigheterna till en spel-spinoff till filmen Universal Soldier (1992) med Jean-Claude van Damme och Dolph Lundgren i huvudrollerna. Accolade utgick då från Turrican II när de gjorde spelet Universal Soldier. Huvudpersonen i Turrican II byttes ut till en marinsoldat i Universal Soldier, och de små ögonglobsfienderna gjordes om till mini-stridsvagnar. Och istället för huvudfienderna i Turrican II, får huvudpersonen i Universal Soldier möta Dolph Lundgrens figur från filmen.
De tre shoot 'em up-banorna i Turrican II ersattes i Universal Soldier av en Vietnam-djungel, ett fort och ett bilskrotsupplag (vilka även förekommer i filmen). De andra banorna är i stort sett intakta, även om de kommer i en annan ordning.
En version av Universal Soldier producerades även för Super Nintendo, men släpptes aldrig. Den har dock läckt som ROM-fil.